# Yvette (rivière)
Pour les articles homonymes, voir Yvette.
L'Yvette est une rivière française, affluent de l'Orge et donc sous-affluent de la Seine, qui prend sa source au lieu-dit Yvette, commune de Lévis-Saint-Nom puis coule dans la vallée de Chevreuse à travers les départements des Yvelines et de l'Essonne, dans la région Île-de-France.

## Hydronymie
Le nom de ce cours d'eau apparaît pour la première fois sous la forme de Rhodon comme en témoigne une charte de 774-775 concernant un écart de Palaiseau : Filcherolas super fluvium Rosdon. Ce mot s'est restreint à l'un de ses affluents. Au milieu du VIIIe siècle, le toponyme Yvette apparaît dans un don de Charles le Chauve à l'abbaye des Fossés: villa nomine Aequata in finibus silvae Aquilinae. Aequata, ou equata au XIe siècle, le mot n'est plus compris et est confondu avec le mot « jument » qui est devenu en ancien français ive, le scribe a compris « ivette » ou « petite jument » et l’a traduit par equata. C’est un exemple d’interprétation ou d’erreur d’écriture car en latin « eau » se dit aqua et en vieux français eve.
Au XIIIe siècle, aequilina comme bordure de la forêt des Yvelines à la frontière des Carnutes.

## Géographie

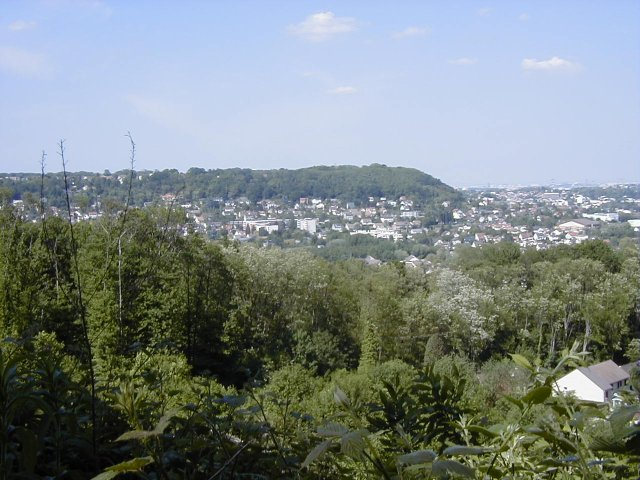
La vallée de l'Yvette, au niveau de Villebon.

La rivière donne son nom à plusieurs communes des Yvelines et du nord-ouest de l'Essonne : Maincourt-sur-Yvette (rattachée en 1974 à Dampierre qui a alors pris le nom de Dampierre-en-Yvelines), Gif-sur-Yvette, Bures-sur-Yvette, et Villebon-sur-Yvette.
Longue de 39,3 kilomètres, le débit de 1,34 m3/s est la moyenne annuelle des mesures effectuées à la station de Villebon-sur-Yvette. Cependant, le débit varie fortement au cours de l'année : fort en hiver, il est beaucoup plus faible en été en raison d'une évaporation importante de l'eau.
La qualité de l'eau est en cours d'amélioration, notamment grâce à l'impulsion donnée par le parc naturel régional de la Haute Vallée de Chevreuse.[réf. nécessaire]
D'importants bassins de retenue sont installés à Saint-Forget, Chevreuse, Gif-sur-Yvette (bassin de Coupières), Bures-sur-Yvette, Villebon-sur-Yvette (bassin du moulin de la Planche) et Saulx-les-Chartreux de façon à limiter les conséquences des crues (bassins écrêteurs de crues). Un septième bassin est situé sur la Mérantaise à Gif-sur-Yvette. En tout, les bassins totalisent une capacité de 1 750 000 m3.

### Départements et communes traversées
L’Yvette traverse 17 communes :

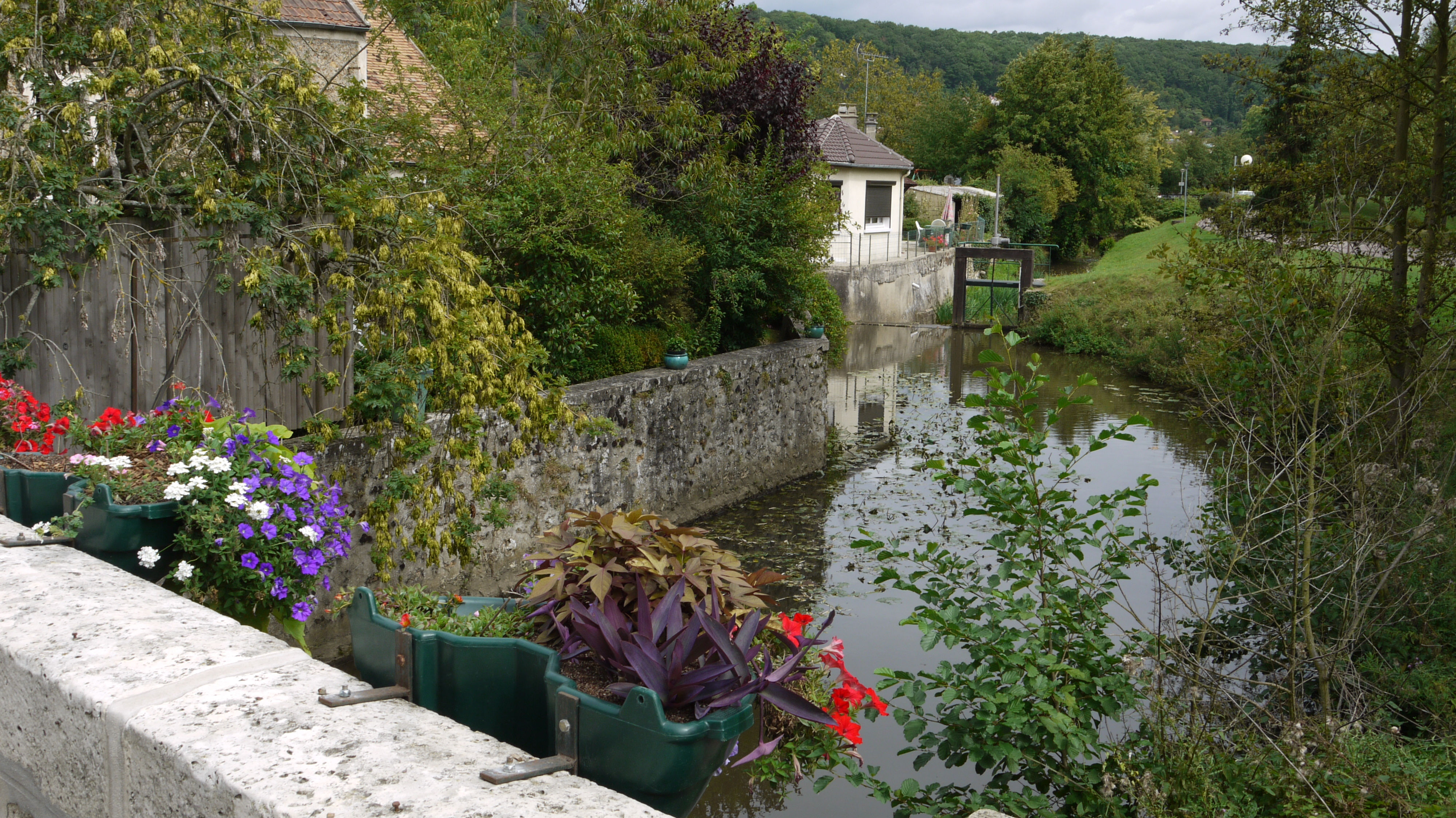
L'Yvette à Chevreuse.

- dans les Yvelines : Les Essarts-le-Roi, Lévis-Saint-Nom, Dampierre-en-Yvelines, Saint-Forget, Chevreuse, Saint-Rémy-lès-Chevreuse ;
- dans l'Essonne : Gif-sur-Yvette, Bures-sur-Yvette, Orsay, Palaiseau, Villebon-sur-Yvette, Champlan, Saulx-les-Chartreux, Longjumeau, Chilly-Mazarin, Épinay-sur-Orge, Savigny-sur-Orge.

### Bassin versant
Son bassin versant recouvre une surface de 286 kilomètres carrés.

### Organisme gestionnaire
Le Syndicat intercommunal pour l'aménagement hydraulique de la vallée de l'Yvette (SIAHVY), a été créé en 1945. Il regroupe actuellement 38 communes riveraines.
Il est chargé de l'entretien de la rivière et des bassins de retenue. Il est chargé de la préservation des écosystèmes et veille à la qualité de l'eau. Dans ce but, des stations de mesure sont installées à Saint-Rémy-lès-Chevreuse, Orsay et Épinay-sur-Orge.
Le syndicat a établi en 2015 son siège dans le moulin de Saulx-les-Chartreux réhabilité qui comprend une installation de production d'électricité et un système de récupération d'énergie pour le chauffage à partir des eaux usées.
En août 2005, une campagne de mesures de la qualité de l'eau de l'Yvette et de ses affluents a qualifié l'eau de l'Yvette de correcte, quoique présentant des présences de pollutions d'origine urbaine à certains endroits de son cours.

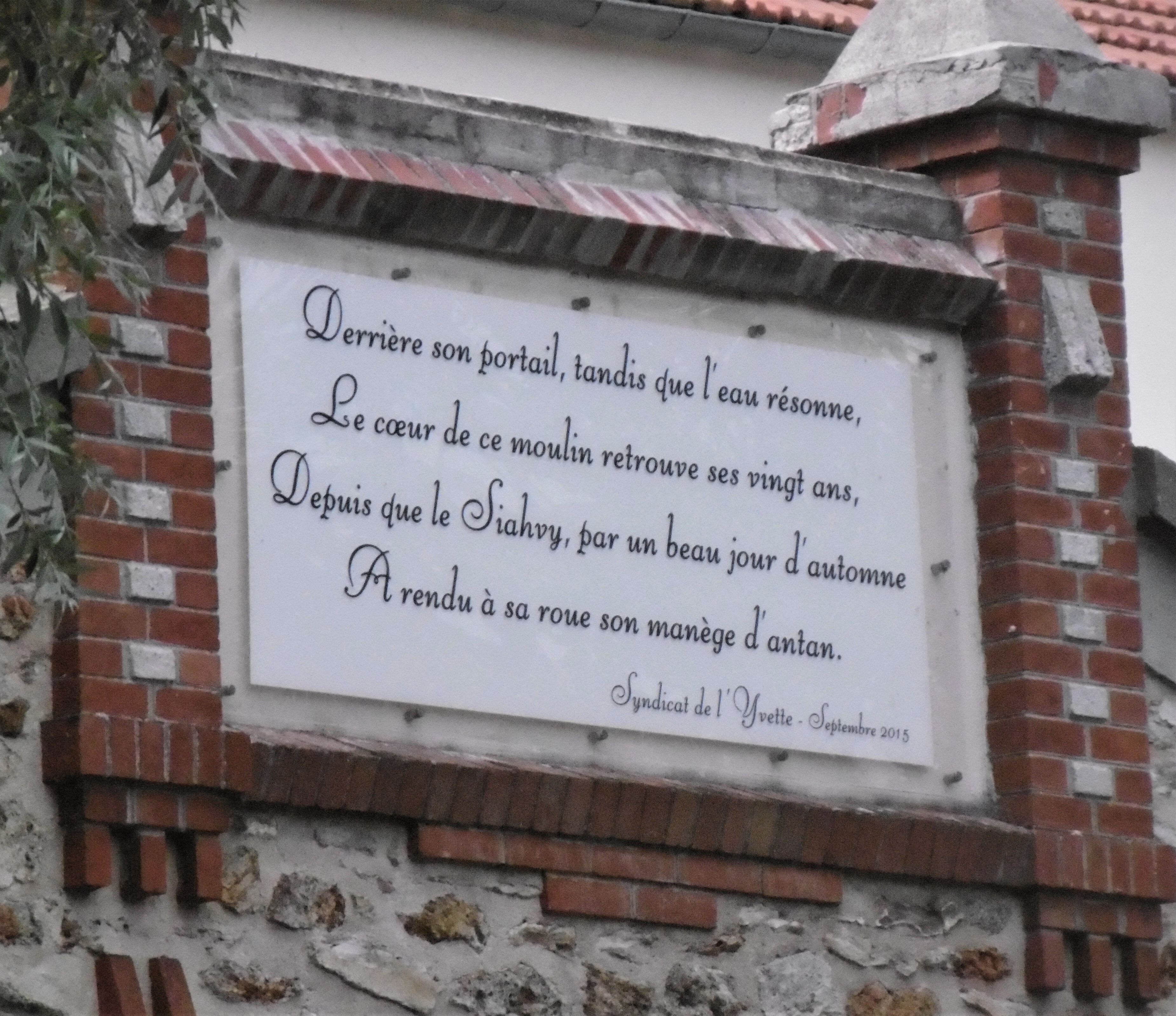
Inscription sur le moulin du SIAHVY.
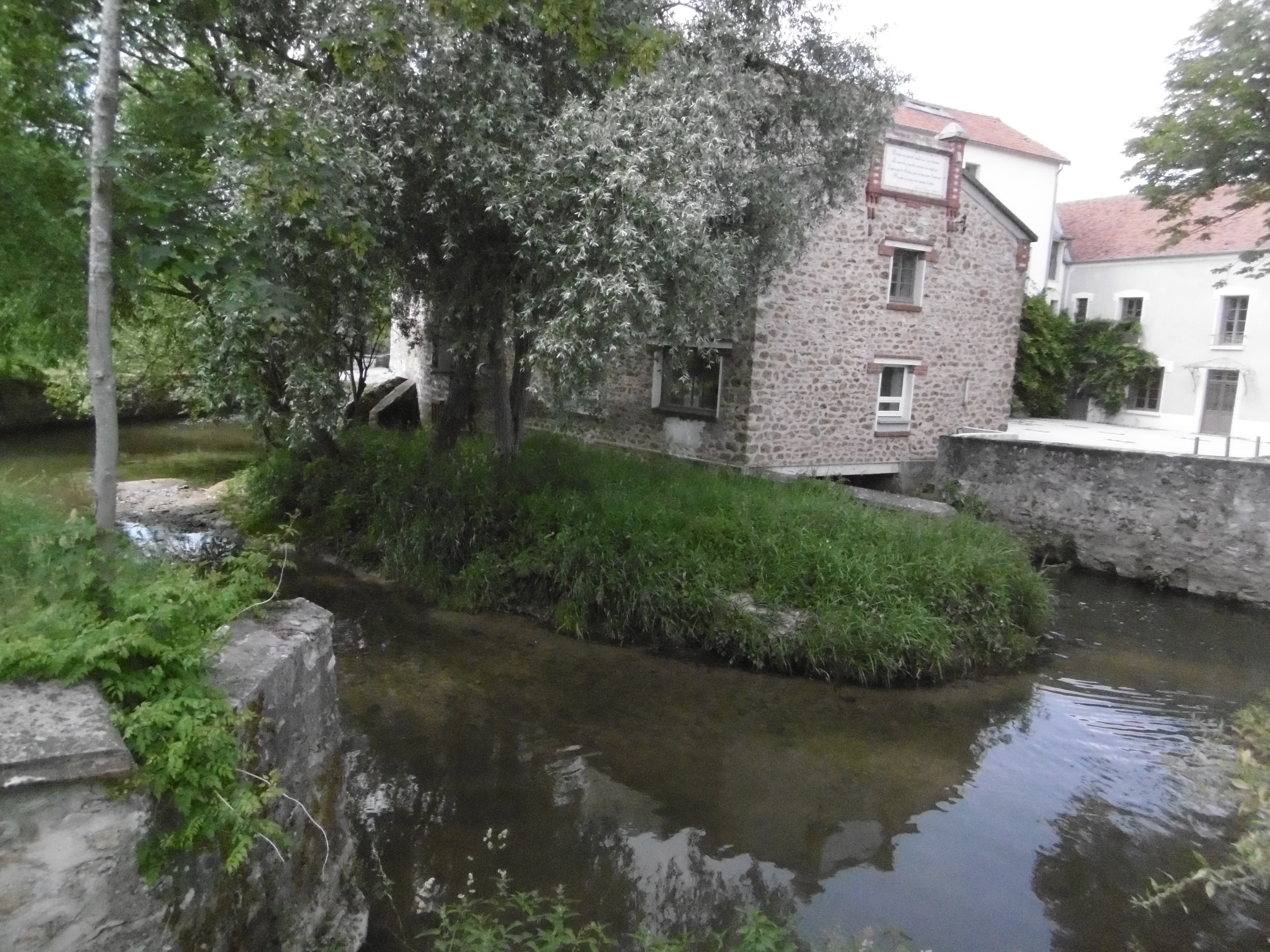
Moulin de Saulx.
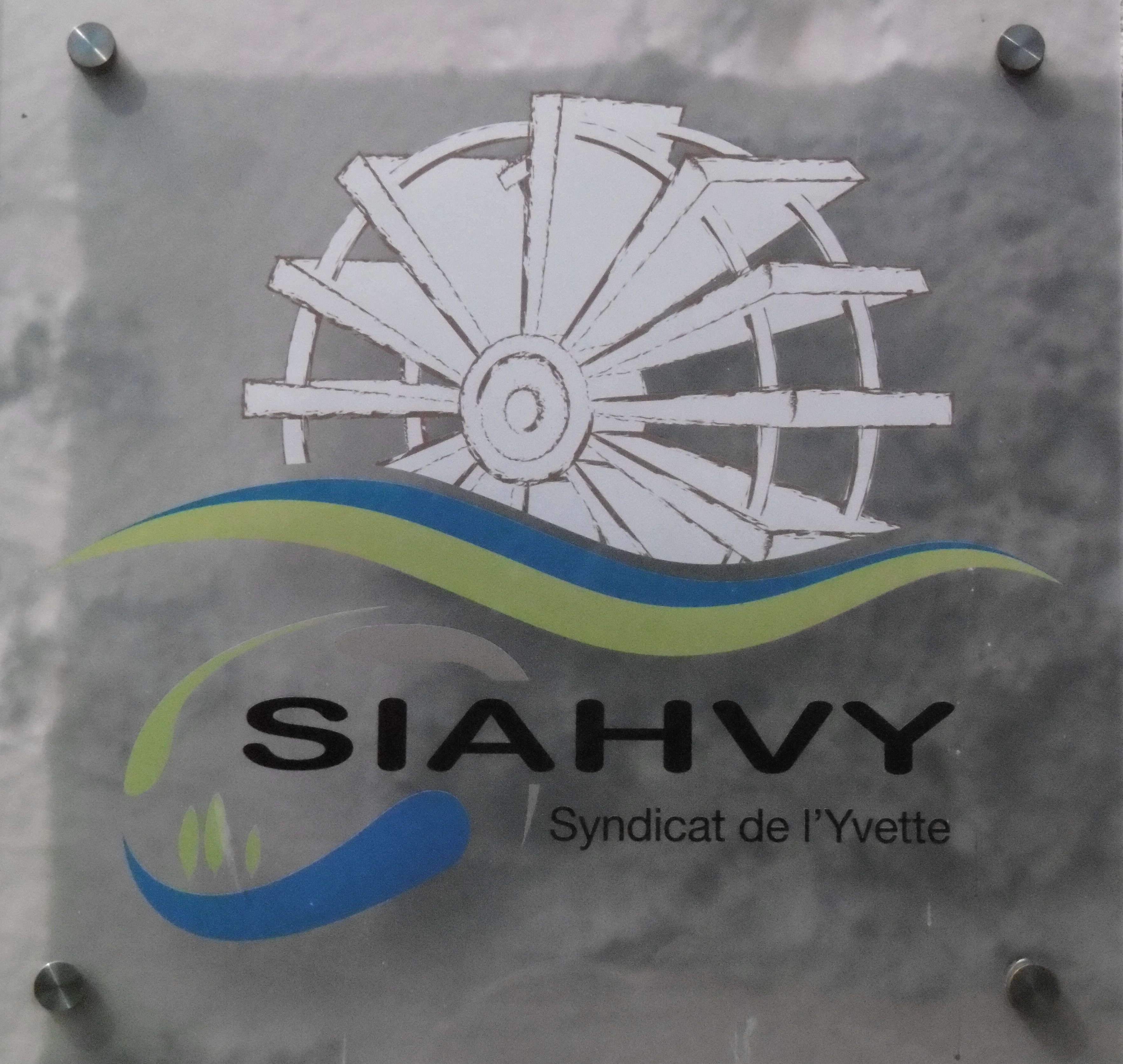
Logo du SIAHVY.

### Hydrographie
Elle alimentait 24 moulins en 1750, selon la carte de Cassini, 40 si l’on compte ceux de ses affluents. Dès le Moyen Âge, les moulins offraient le moyen principal de produire l’énergie nécessaire à tous les travaux. Deux moulins, aujourd'hui disparus, étaient situés à Villebon. Le moulin situé au lieu-dit Grimperet, était construit au confluent de l’Yvette avec un ruisseau venant de Palaiseau et face à la boële : on y foulait les draps, puisque tout près se trouvait une remise dite Foulon, citée en 1683 et 1751 sur les prés (ou parc) du Foulon ou Parts de La Roche ; un autre moulin était situé près du pont Bergeotte. À Gif-sur-Yvette, il y avait un moulin proche de l'abbaye du Val-de-Gif.
L'Yvette court au cœur de la vallée de Chevreuse, depuis les confins du plateau de la Beauce vers l'ancienne province du Hurepoix, intégrée à l'Île-de-France. Son parcours se fait entre une altitude de 134 mètres à Lévis-Saint-Nom et 36 mètres à Épinay-sur-Orge, sur un terrain mêlant sable de Fontainebleau et meulière sur les coteaux et argile dans le fond de la vallée érodé par le courant, restes des divers sédiments laissés lors de l'occupation par la mer.
Longue de près de 34 km, la rivière possède un bassin-versant occupant 286 km2 et comptant 17 cours d'eau affluents, auxquels s'ajoutent divers plans d'eau, étangs et lacs. De l'amont à l'aval, la rivière est d'abord bordée par un étang dans le hameau Yvette à Lévis-Saint-Nom, rejointe par le Ru du Pommeret sur sa rive gauche, bordée sur la rive droite à Maincourt-sur-Yvette par le bassin de rétention de Saint-Forget, bordée et rejointe à Dampierre-en-Yvelines par le canal du château de Dampierre, le Rouillon de Valence et le ru des Vaux de Cernay sur la rive droite, sur la rive gauche elle alimente un étang et le parc du château de Mauvières, à Chevreuse, elle est rejointe sur sa rive droite par le ruisseau d'Écosse-Bouton et sur la rive gauche par le ruisseau de la Goutte d'Or, à Saint-Rémy-lès-Chevreuse ce sont le Rhodon sur la rive gauche et le ruisseau de Montabé sur la rive droite qui la rejoignent en centre-ville, puis à Courcelle-sur-Yvette, la rive droite voit venir le Vaugondran, la rive gauche la Mérantaise à Gif-sur-Yvette, à Bures-sur-Yvette, c'est le ruisseau d'Angoulême et le Vaularon qui coulent par la rive droite, dans le centre-ville d'Orsay, elle alimente le lac du Mail puis le lac de Lozère à Palaiseau, à Villebon-sur-Yvette elle est rejointe sur sa rive droite successivement par le Vatencul, le ruisseau du Coq et le ru des Glaises à Palaiseau, avant d'alimenter le ruisseau La Boëlle qui la rejoint avant le ruisseau de Paradis sur la rive droite à Saulx-les-Chartreux, les deux alimentant le lac de Saulx-les-Chartreux avec le ru de Chauffour. Elle entre à Longjumeau où elle se scinde pour créer la rivière Morte avant d'être rejointe sur la rive gauche par le ru de Bief puis le Rouillon sur la rive droite et alimente les étangs de Gravigny. Elle se jette enfin dans l'Orge à la frontière entre Épinay-sur-Orge, Savigny-sur-Orge et Villemoisson-sur-Orge.

## Affluents
L'Yvette a onze affluents pour une longueur totale de 105 km.
- rive gauche : Le ru du Pommeret, le ruisseau de la Goutte d'Or, le Rhodon, la Mérantaise ;
- rive droite : Le ru des Vaux de Cernay, le Rouillon de Valence, le ru d'Écosse-Bouton, le ruisseau de Montabé, le Vaularon, le ruisseau de Paradis, le Rouillon.

## Hydrologie
L'Yvette est une rivière assez peu régulière.

### L'Yvette à Villebon-sur-Yvette
Son débit a été observé sur une période de 41 ans (1968-2008), à Villebon-sur-Yvette, localité du département de l'Essonne située à quelques kilomètres de sa confluence avec l'Orge . À cet endroit le bassin versant de la rivière est de 224 km2 sur un total de 286 km2, soit 78 % du bassin.
Le module de la rivière à Villebon-sur-Yvette est de 1,32 m3/s.
L'Yvette présente des fluctuations saisonnières de débit pas trop importantes, avec des hautes eaux d'hiver-printemps portant le débit mensuel moyen au niveau de 1,63 à 1,74 m3/s, de décembre à début avril inclus (avec un maximum de 2,03 en février), et des basses eaux d'été-automne de mai à la mi-novembre, avec une baisse du débit moyen mensuel jusqu'à moins de 0,876 m3/s aux mois de septembre.

### Étiage ou basses eaux
Le VCN3 peut chuter jusque 0,26 m3/s, en cas de période quinquennale sèche.

### Crues
Les crues, quant à elles, sont relativement importantes. Ainsi le débit instantané maximal enregistré a été de 18,2 m3/s le 28 décembre 1999, tandis que la valeur journalière maximale était de 17 m3/s le 27 octobre 1981. Le QIX 10 est de 15 m3/s, le QIX 20 de 17 m3/s et le QIX 50 de 19 m3/s. Les QIX 2 et QIX 5 valent quant à eux respectivement 9,4 et 13 m3/s, soit presque autant que l'Essonne qui est pourtant une rivière près de six fois plus puissante en moyenne. Il ressort de ceci que les crues de décembre 1999 étaient cinquantennales.

### Lame d'eau et débit spécifique
L'Yvette est donc une rivière peu abondante, mais irrégulière. La lame d'eau écoulée dans son bassin versant est de 189 millimètres annuellement, ce qui est modéré, inférieur à la moyenne d'ensemble de la France ainsi qu'à la totalité du bassin de la Seine (220 millimètres par an). Le débit spécifique (ou Qsp) vaut 6,0 litres par seconde et par kilomètre carré de bassin.

### Crues historiques
Des crues importantes ont eu lieu en 1966, 1978, 1981, 2016 et 2024.
En 1966, certaines maisons de Longjumeau ont été noyées sous plusieurs mètres d'eau.
Le 20 mars 1978, le débit de l'Yvette a connu deux pics, le premier à 13 m3/s, et le deuxième à 26 m3/s. 123 ha ont été inondés, malgré la présence des bassins de retenue. En conséquence, le lit de la rivière a été recalibré (élargissement, approfondissement, régularisation de la pente) et curé, et de nouveaux bassins de retenue ont été construits.
Ces mesures n'ont cependant pas empêché les inondations de 1981, provoquées par des pluies exceptionnelles.
Plus récemment, des inondations se sont produites, en 1991, pendant la tempête de 1999, puis en 2000, en 2001 et en 2007. Le 29 avril 2007, des orages localisés ont provoqué une brusque montée des eaux, notamment au niveau de la Mérantaise. À la station de Villebon, la hauteur mesurée est passée en quelques heures de 31 cm (à 15 h) à 2,06 m (à 5 h le lendemain). Quant au débit, il est passé dans le même temps de 1 m3/s à 15 m3/s. Le centre de Gif-sur-Yvette a été sérieusement touché. Ce chiffre de 15 m3/s ne correspond cependant qu'au débit d'une crue décennale, et un tel épisode a une probabilité d'apparition de 1/10 chaque année.
Le 31 mai 2016, l'Yvette est sortie de son cours et a inondé le bas de Chevreuse. Il y a eu jusqu'à 1 m d'eau sur le parking en fond de vallée et le petit lac du parc a grandi jusqu'aux pieds des bancs publics. Elle a également inondé le bas de Saint-Rémy-lès-Chevreuse et à Gif-sur-Yvette le bas du centre ville (marché, parc de la Mairie) et autres zones situées à proximité de l'Yvette. Elle a inondé une vingtaine d'habitations à Orsay et Palaiseau, et une soixantaine à Bures-sur-Yvette en aval du bassin de retenue. Le centre-ville et certaines rues du quartier des fleurs de Longjumeau ont vu jusqu’à 1,5 m d'eau.

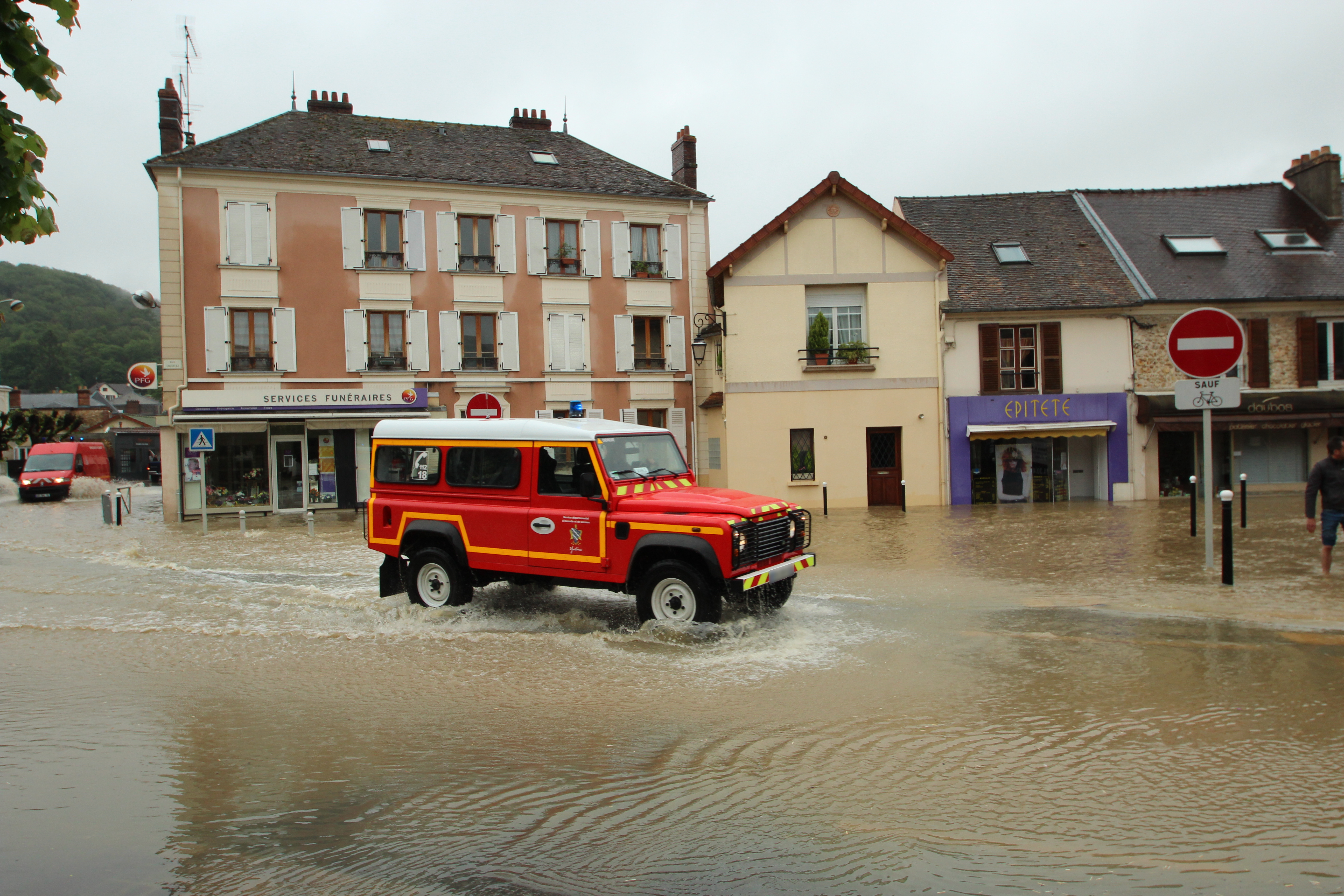
Rue de la République à Saint-Rémy-lès-Chevreuse le 31 mai 2016.
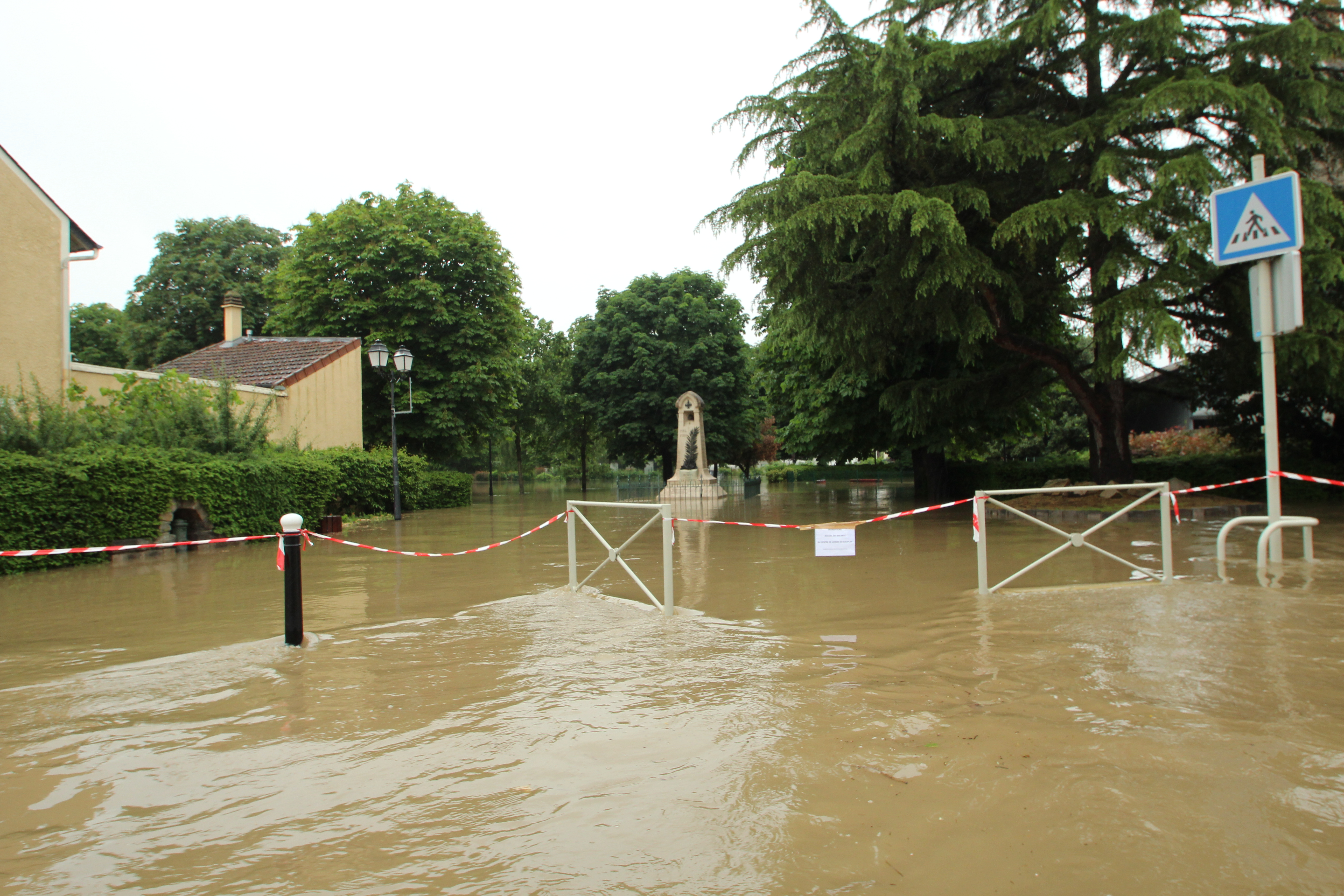
Le jardin public et le monument aux morts de Saint-Rémy-lès-Chevreuse le 31 mai 2016.
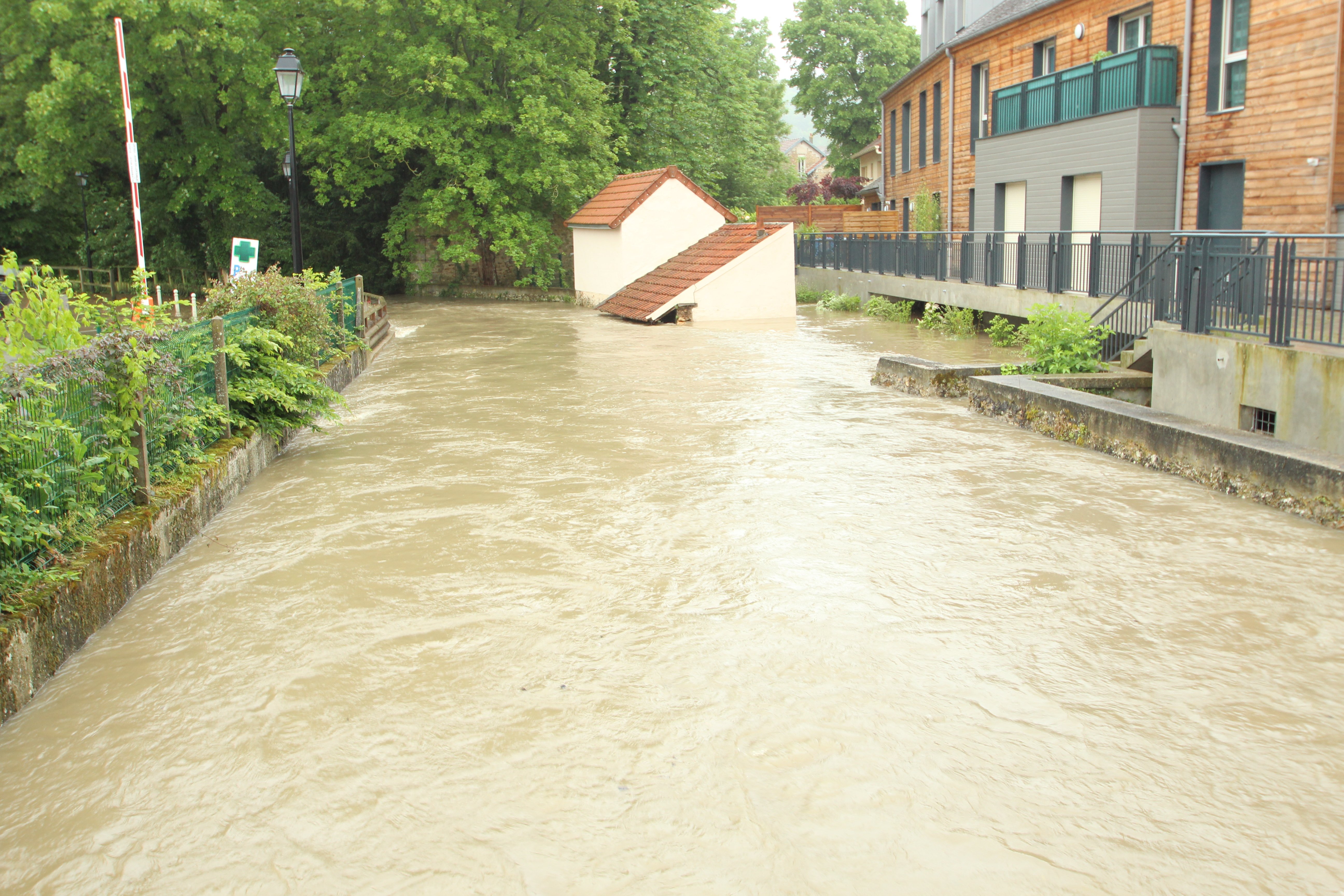
l'Yvette à Saint-Rémy-lès-Chevreuse le 31 mai 2016.
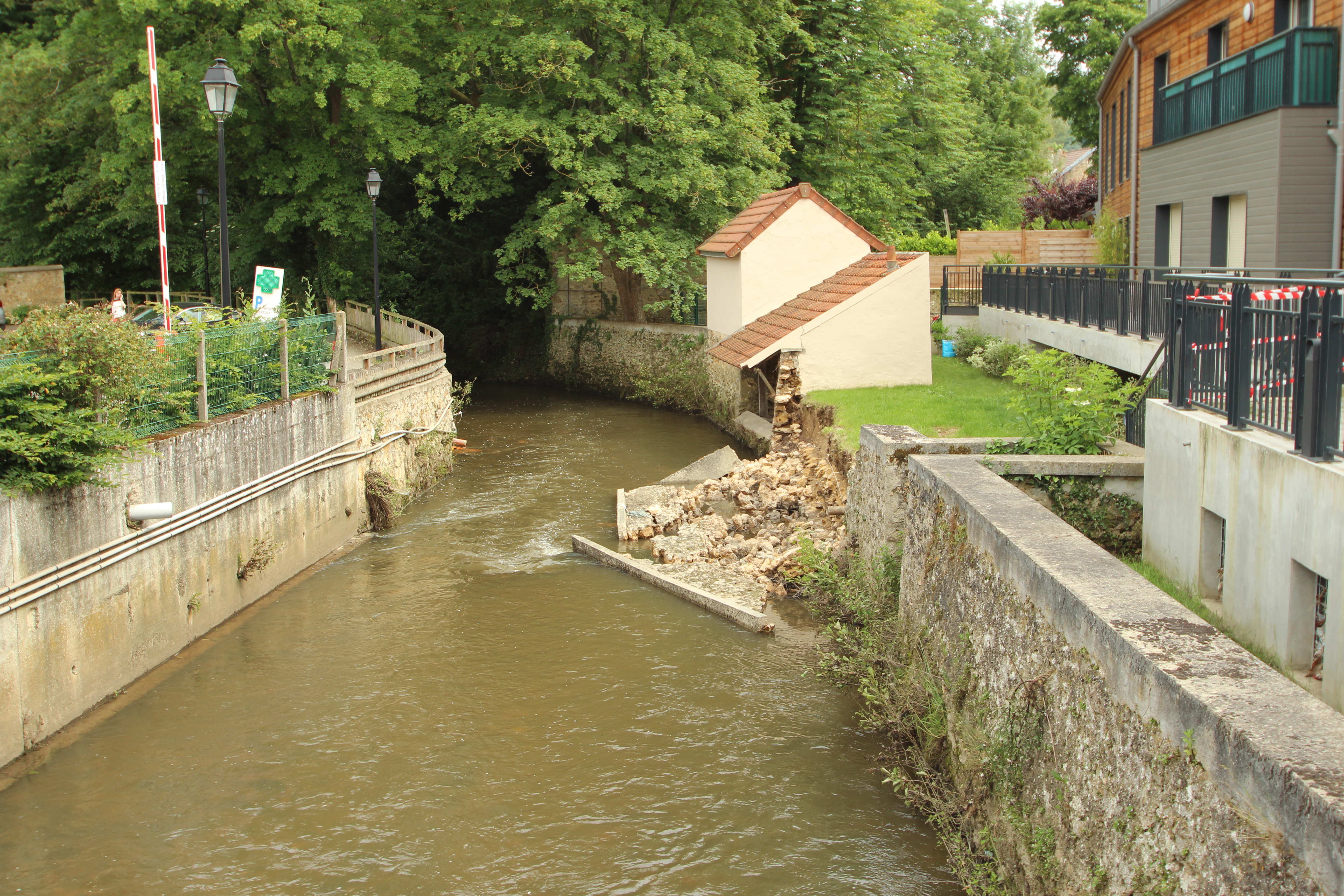
l'Yvette à Saint-Rémy-lès-Chevreuse 10 jours après la crue du 31 mai 2016.
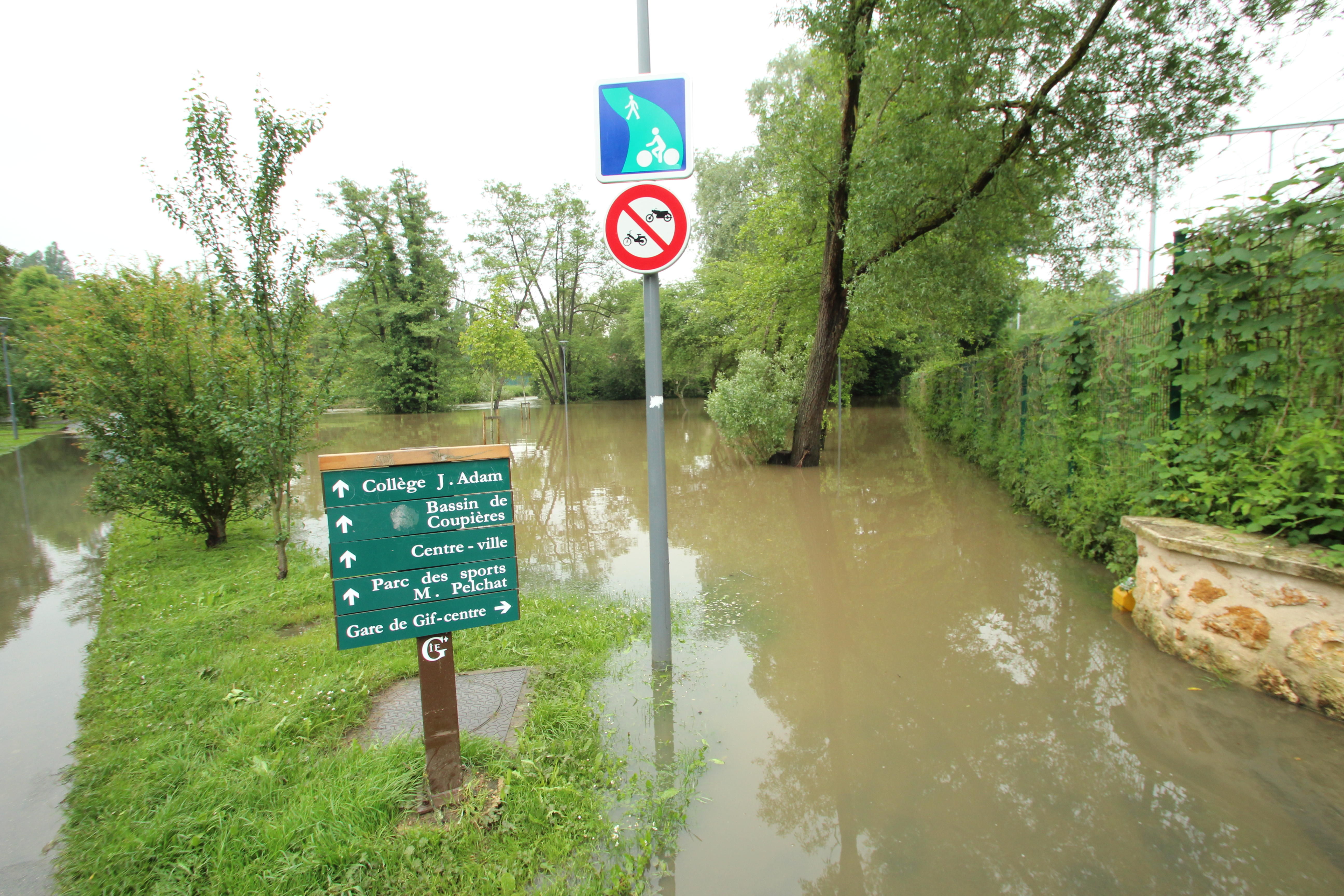
l'Yvette à Gif-sur-Yvette le 1er juin 2016.
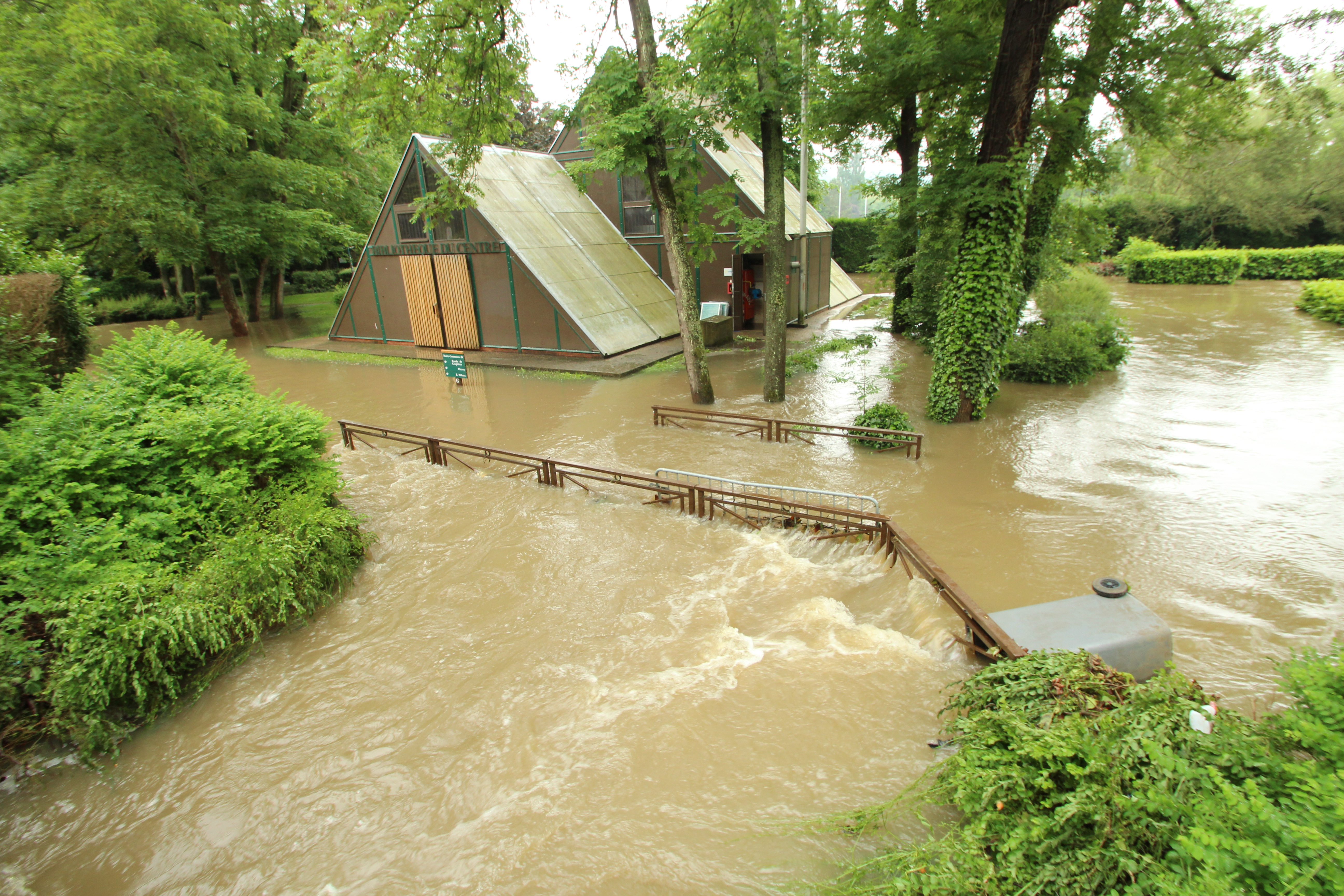
l'Yvette à Gif-sur-Yvette le 1er juin 2016.

Début octobre 2024, les pluies liées au passage de l’ouragan Kirk provoquent une montée des eaux de l’Yvette, qui sort de son lit et inonde à nouveau Saint-Rémy-lès-Chevreuse, Longjumeau et d’autres villes des Yvelines et de l’Essonne,. L’eau est montée plus haut qu’en 2016, alors que la crue de 2016 était déjà qualifiée de centennale.

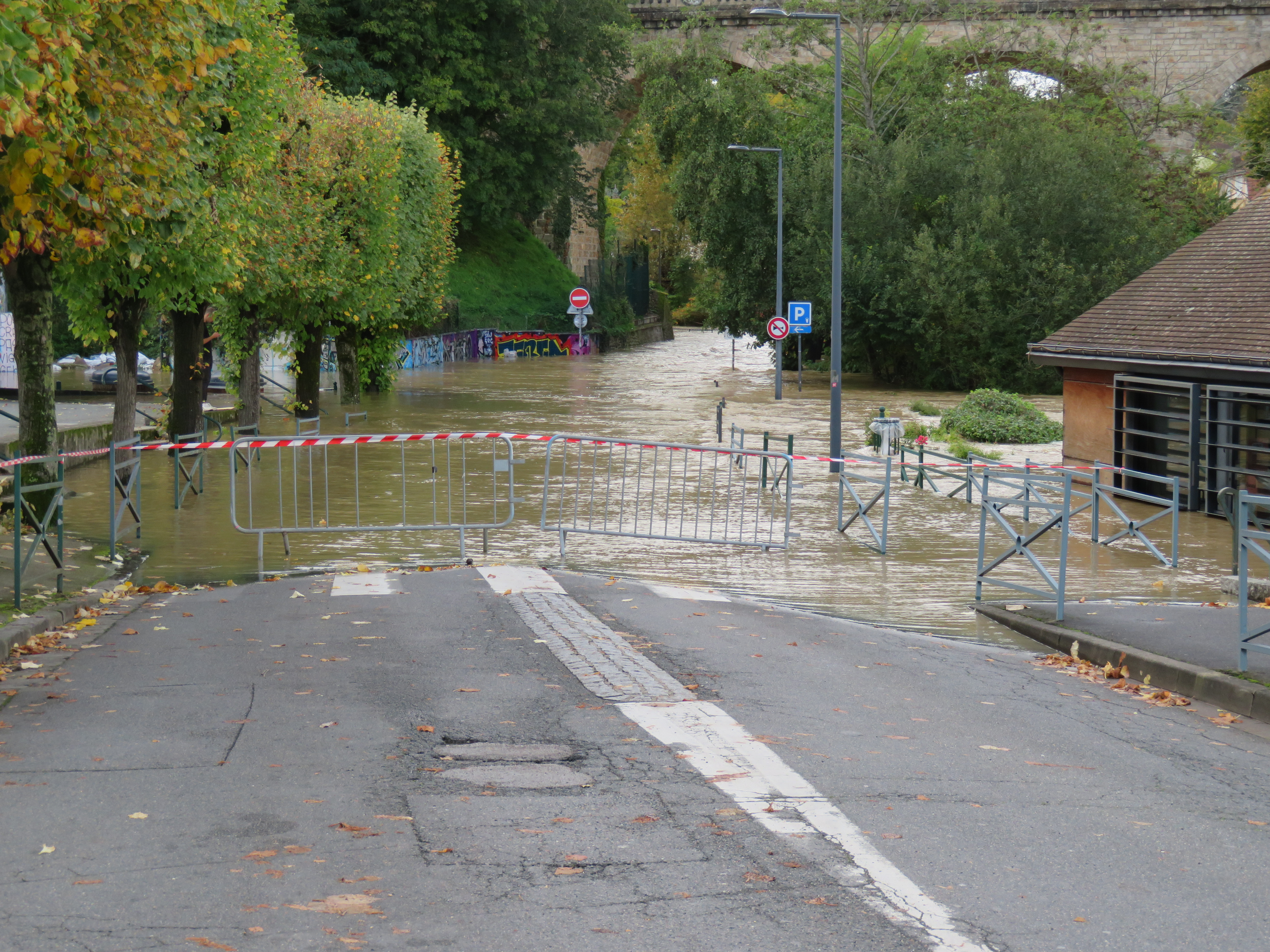
Centre-ville d’Orsay, le 10 octobre 2024.
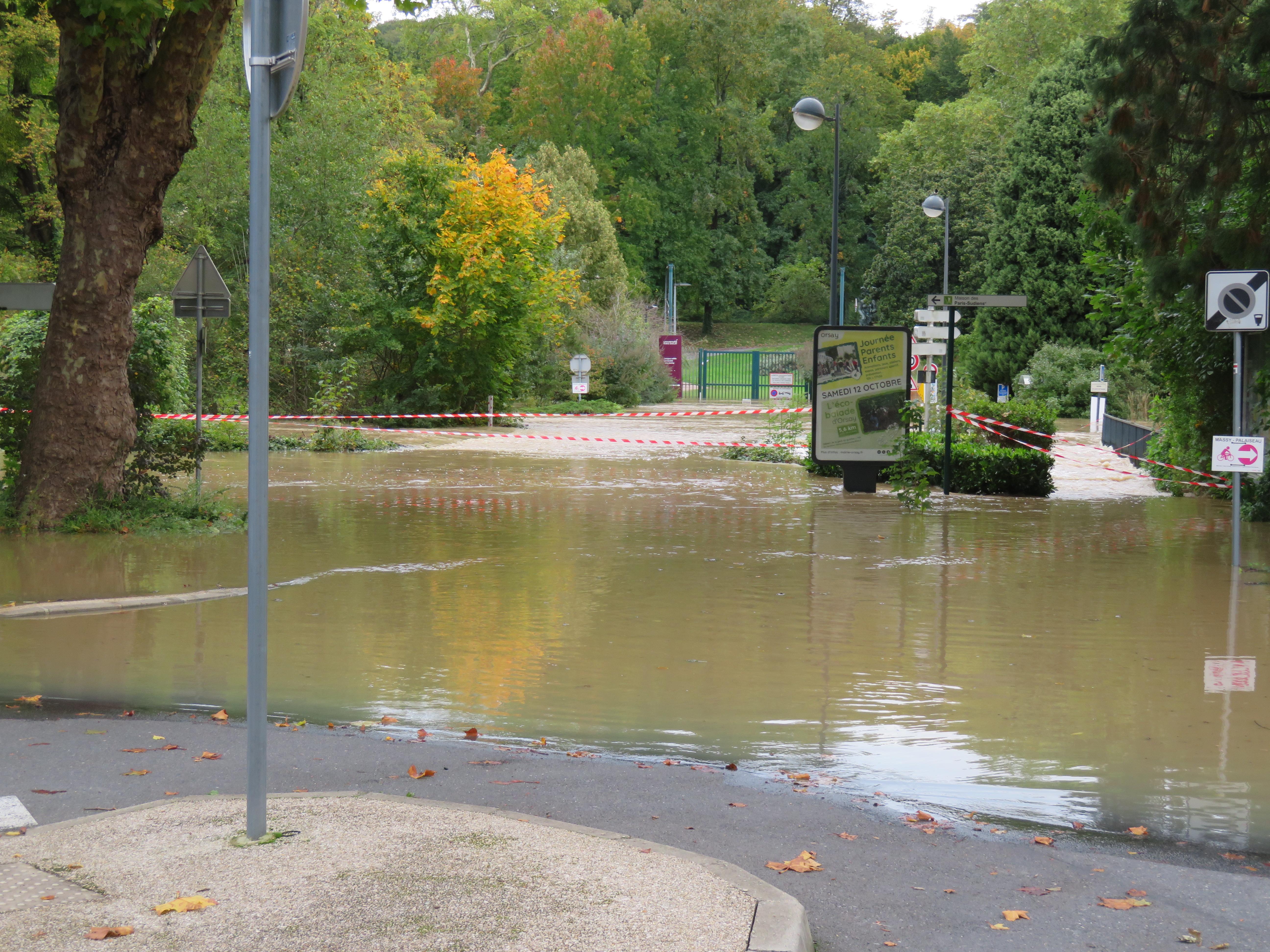
Entrée du campus "Vallée" de l’université Paris-Saclay, le 10 octobre 2024.
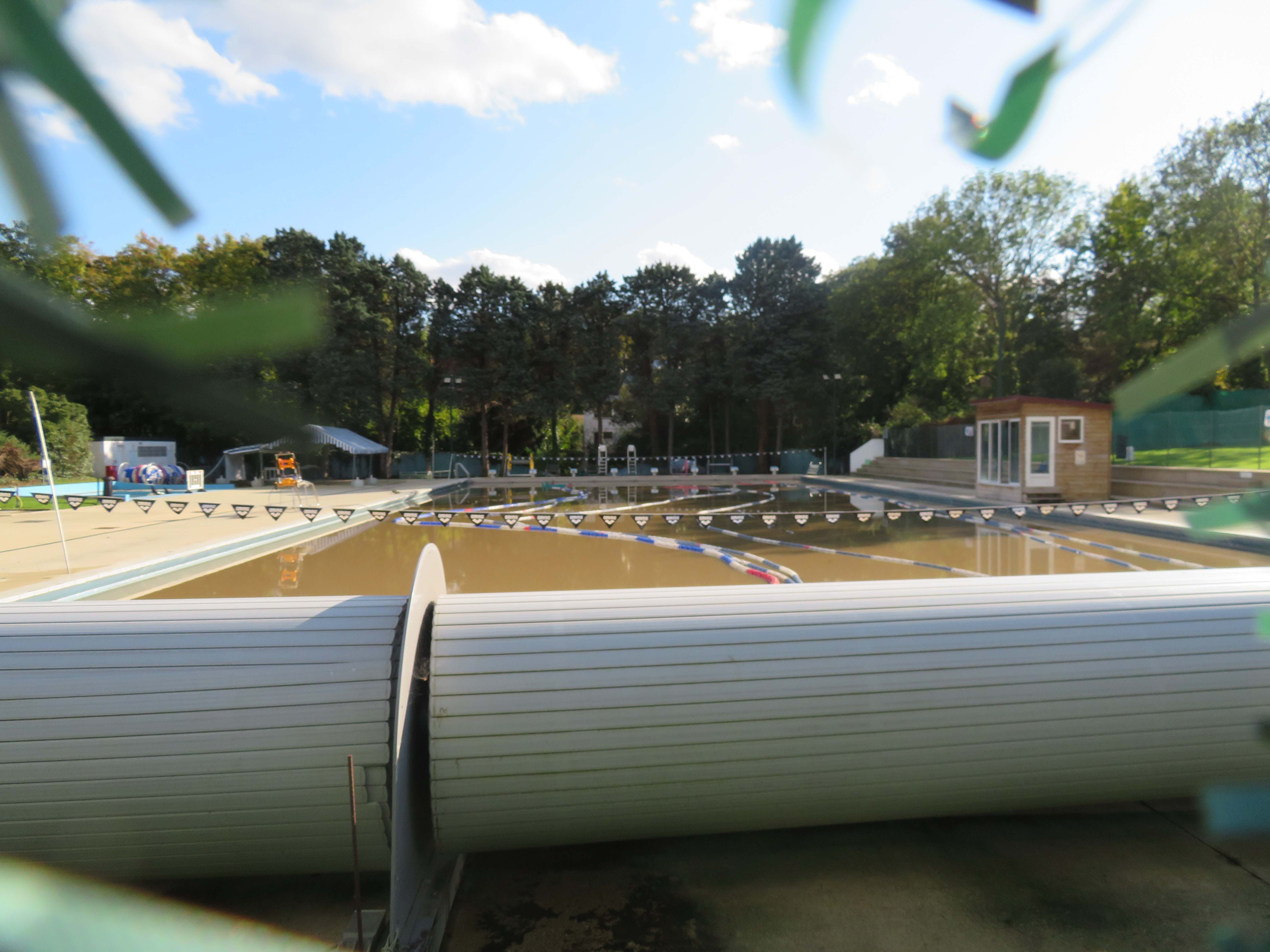
Le stade nautique à Orsay, le 11 octobre 2024.
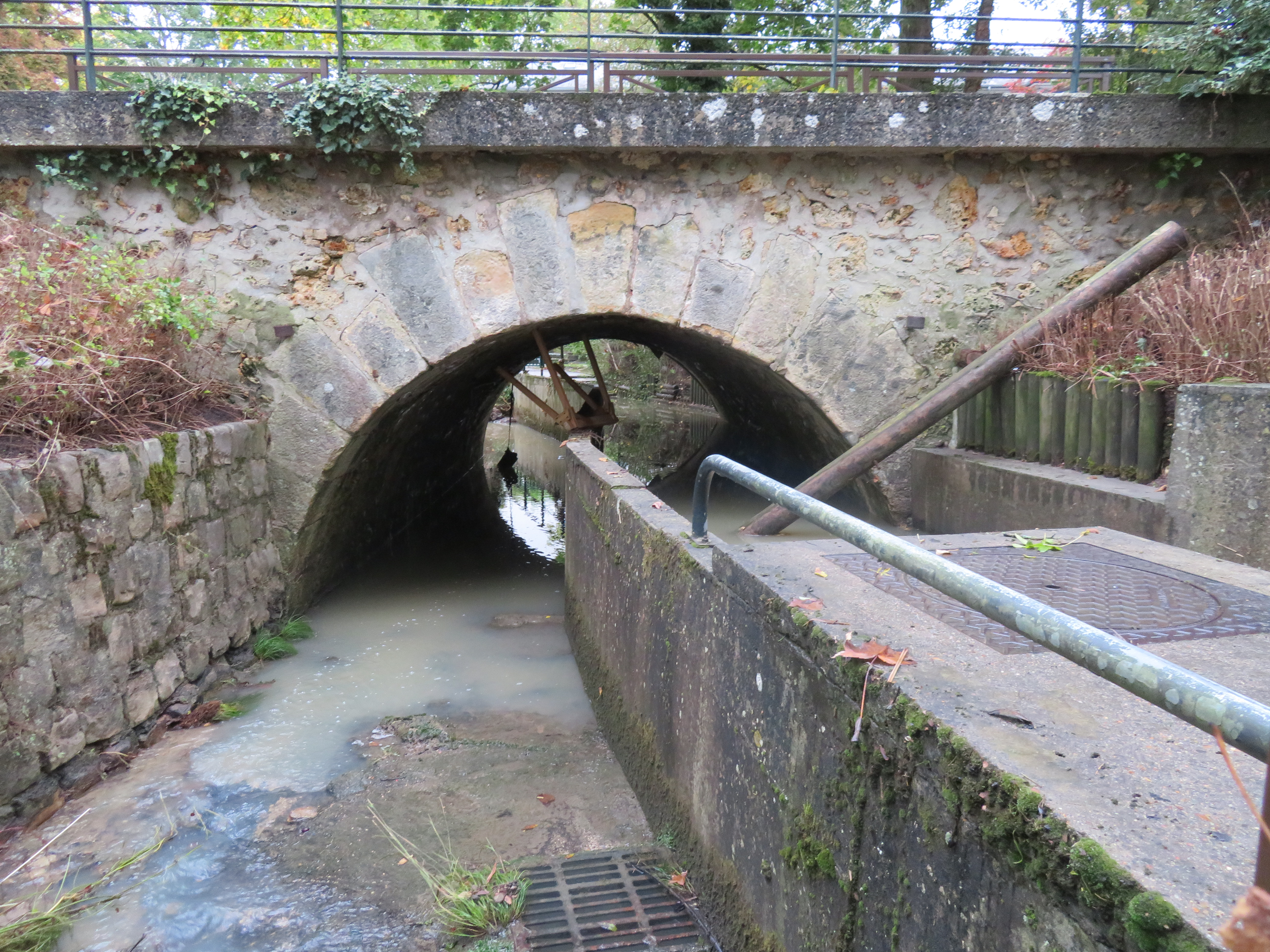
Passage sous un pont à Gif-sur-Yvette, le 12 octobre 2024.

Une semaine plus tard, le passage de l’ouragan Leslie, ayant causé par ailleurs d'importants épisodes cévenols dans le sud-est de la France, a généré une nouvelle onde de crue sur l'Yvette, quoique moins importante que la précédente, mais dépassant tout de même celle de 1999,.

## Aménagements

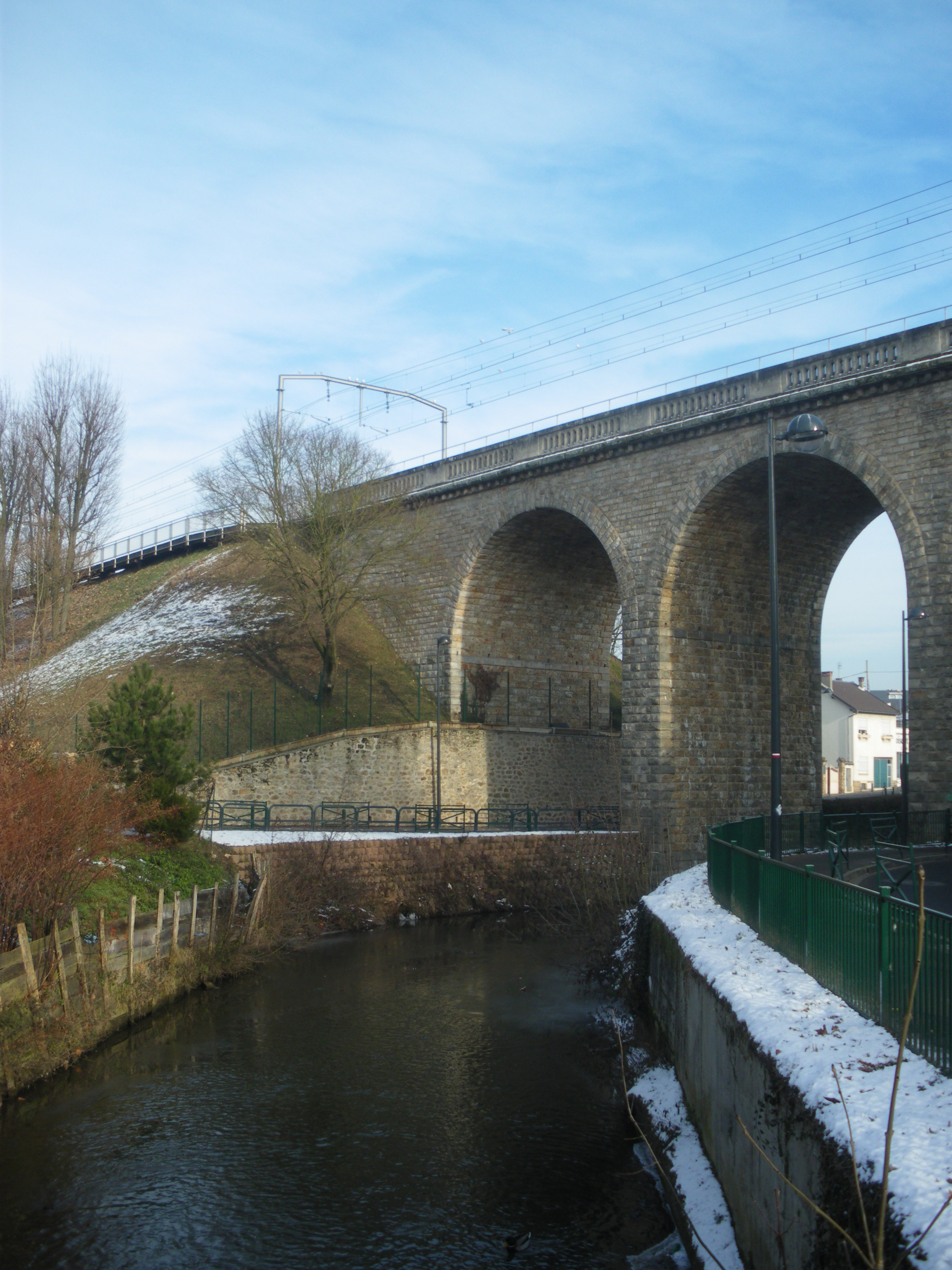
Viaduc de la ligne B du RER à Orsay.

Dans les Yvelines, le premier ouvrage d'aménagement de la rivière est situé en très en amont, une station d'épuration des eaux et station de mesure est implantée à Lévis-Saint-Nom peu après le hameau d'Yvette. Suit à Dampierre-en-Yvelines, dans le hameau de Maincourt-sur-Yvette, un ancien moulin à eau et peu après, à la limite avec la commune de Saint-Forget une première zone d'expansion de crue composée de deux bassins. Le cours de la rivière est ensuite canalisé pour alimenter le canal du château de Dampierre. La rivière est ensuite à nouveau canalisée pour alimenter les bassins du château de Mauvières à Saint-Forget, juste avant l'entrée sur le territoire de Chevreuse. Un nouveau bassin d'expansion est aménagé avant l'entrée dans le bourg où se trouve aussi une stationd'étude piscicole, puis la rivière est artificiellement scindée en deux bras qui enserrent le parc de stationnement du stade municipal, au nord totalement canalisé, au sud laissé libre, ils se rejoignent à la sortie du village pour alimenter un ancien moulin. À l'entrée du bourg de Saint-Rémy-lès-Chevreuse, la rivière alimente un nouveau moulin puis elle est canalisée pour la traversée du centre-ville. Une première station de mesure de la qualité des eaux est implantée à proximité de la mairie.
La rivière entre ensuite dans l'Essonne sur le territoire de Gif-sur-Yvette d'abord dans le quartier de Courcelle-sur-Yvette où elle est libre, jusqu'à l'aménagement d'un troisième bassin de rétention des eaux, plus vaste, juste avant l'entrée dans le centre-ville et la confluence avec la Mérantaise. Tout de suite à la sortie de ces espaces urbains se trouvent le quatrième espace d'expansion, le bassin de Bures-sur-Yvette qui oblige la rivière à se scinder en deux bras avant l'entrée dans le parc de l'université Paris-Sud 11. En centre-ville d'Orsay, un viaduc permet la traversée du cours d'eau par la ligne B du RER, suivi à quelques centaines de mètres d'une nouvelle station de mesure de la qualité de l'eau et par un autre viaduc pour la traversée par la route nationale 118. En aval, à Villebon-sur-Yvette sont ensuite installées une nouvelle zone de débordement contrôlé et une station de surveillance et de prévention des crues au niveau du pont de Fourcherolles. Une nouvelle chaussée surélevée permet le passage de l'autoroute A10 à la frontière avec Palaiseau, puis de la LGV Atlantique alors que le cours est naturellement divisé en deux bras. À Saulx-les-Chartreux est ensuite aménagé le dernier bassin anti-crues, dans le lit du lac de Saulx-les-Chartreux, juste avant le pont de la route nationale 20 et l'entrée à Longjumeau. À proximité de la gare de Gravigny - Balizy, un pont permet le passage de la ligne C du RER, suivi d'un autre peu après la gare de Petit Vaux assurant aussi le passage de la route départementale 257, accompagné d'une dernière station de mesure de la qualité. Un dernier pont assure le passage d'une autre branche de la ligne C juste après la gare d'Épinay-sur-Orge, alors que la rivière rejoint l'Orge,.
Dans son parcours sur les communes de Bures-sur-Yvette et d'Orsay à travers le campus de l'Université Paris-Saclay, l'Yvette a fait l'objet d'une « restauration écologique » dont les travaux ont commencé en 2019 et se sont achevés en 2020. Son tracé qui avait été canalisé et était devenu linéaire, occasionnant de nombreuses inondations, est rendu à ses origines, Sur 2,6 km de berges, il retrouve son aspect sinueux, ses méandres « permettant de contenir les crues », et est parsemé d'ilots et de zones humides.

## Milieu naturel
Malgré une qualité de l'eau relativement mauvaise, le biotope de l'Yvette est riche d'espèces variées. La flore rassemble ainsi quinze espèces végétales, parmi celles caractéristiques du département, le cresson de fontaine, la véronique des ruisseaux et la menthe aquatique, auxquels s'ajoutent l'épilobe à grandes fleurs, la massette à larges feuilles, la salicaire, l'épiaire des marais, du carex, la lysimaque, la sagittaire, des roseaux, l'iris des marais, la patience d'eau, le rubanier d'eau et la chanvrine.
La faune est aussi riche avec la présence continue de la bécassine des marais, du canard colvert, du faucon crécerelle, de la foulque macroule, de la poule d'eau et du héron cendré. Les espèces piscicoles sont aussi variées avec l'habitat de tanche, du goujon, du gardon, du chevesne, du grand brochet, et notamment du sandre et de la perche qui sont très présents.
La Réserve naturelle régionale du Val et coteau de Saint-Rémy protège une partie du cours de la rivière. Le lac de Saulx-les-Chartreux a été placé en réserve naturelle volontaire entre 1998 et 2004.

## L'Yvette dans la peinture
- Bords de l'Yvette, huile sur toile de Léon Gaudeaux, 1947, conservée par le musée du Domaine départemental de Sceaux[24].